# María Zambrano
María Zambrano (Vélez-Málaga, 22 de abril de 1904 - Madrid, 6 de fevereiro de 1991) foi uma filósofa e escritora espanhola, discípula de Ortega y Gasset e também de Xavier Zubiri e de Manuel García Morente durante os anos 1924-1927.
Foi a primeira mulher a ser agraciada com o Prêmio Miguel de Cervantes (1988).
Esteve exilada em vários países da Europa e da América do Sul, tendo regressado a Espanha em 1984, após o término da ditadura.

## Obras
- Horizonte del liberalismo (1930)
- Hacia un saber del alma (1934)
- Filosofía y poesía (1939)
- El pensamiento vivo de Séneca (1941)
- Hacia un saber sobre el alma (1950)
- Delirio y destino (escrito em 1953 e publicado em 1989)
- El hombre y lo divino (1.ª edição: 1955. 2.ª, aumentada: 1973)
- Persona y Democracia: Una historia sacrificial (1958, reeditado en 1988)
- España, sueño y verdad
- Los sueños y el tiempo (reeditada em 1998)
- El sueño creador
- Claros del bosque (1977)
- La tumba de Antígona, (1967) (Mondadori España, 1989)
- De la aurora (1986)
- El reposo de la luz (1986)
- Los bienaventurados (1979)
- Para una historia de la piedad (1989)
- Unamuno (escrito em 1940 e publicado em 2003)
- Cartas de la Pièce. Correspondencia con Agustín Andreu (escrito nos anos 70 e publicado em 2002)
- La confesión, género literario y método (Luminar: México, 1943; Mondadori: Madrid 1988 y Siruela: Madrid, 1995).